# Độ kim loại

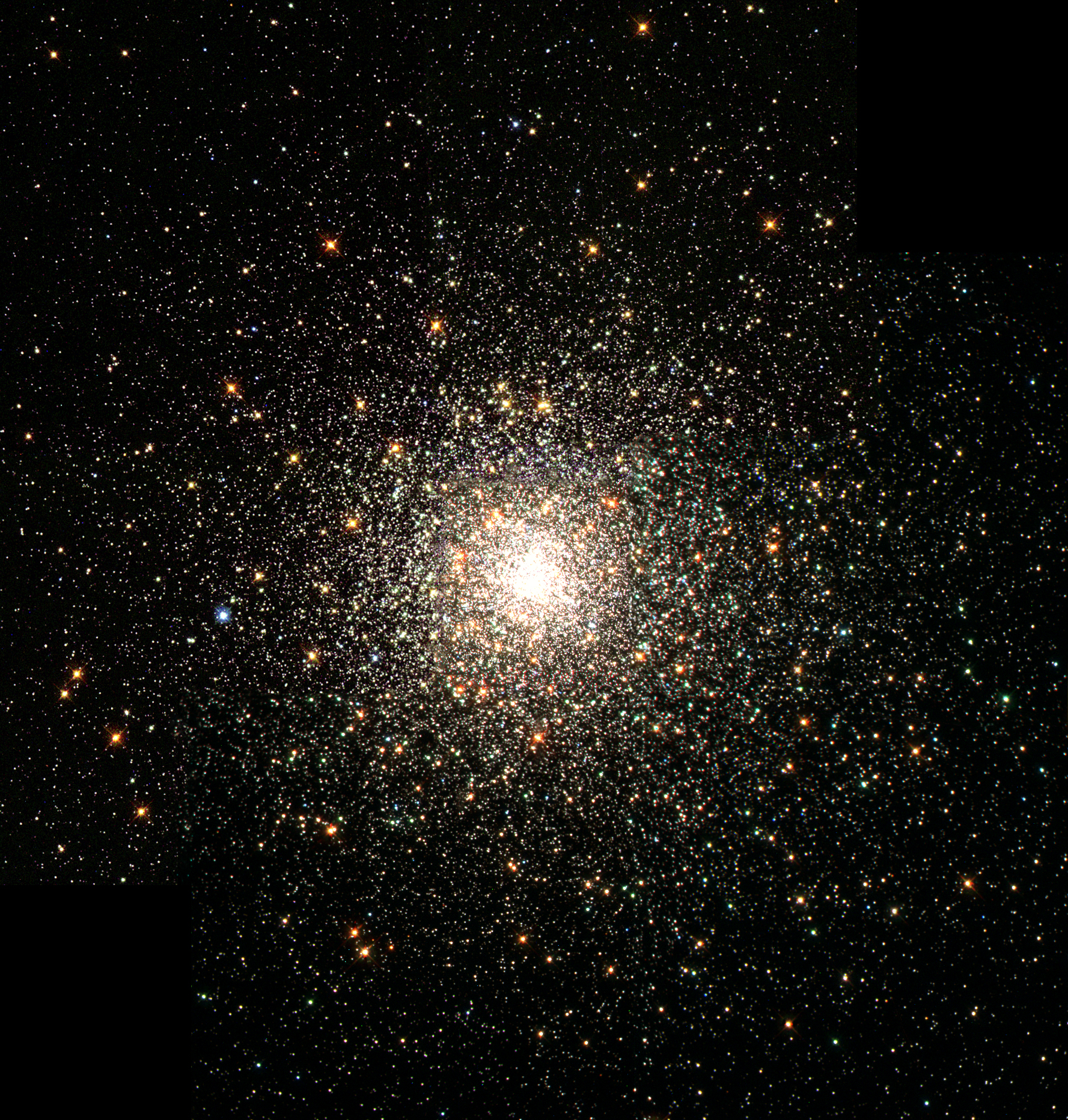
Cụm sao cầu Messier 80 chứa phần nhiều những sao có độ kim loại thấp.

Theo thuật ngữ thiên văn học và vật lý vũ trụ học, độ kim loại (ký hiệu Z) của một ngôi sao, hay của một thiên thể nào đó, là tỷ lệ vật chất khác hơn hiđrô (ký hiệu X) và heli (ký hiệu Y). Hiện nay, phần lớn vật chất trong vũ trụ đã được biết đều là dưới dạng hiđrô (X) hoặc heli (Y). Các nguyên tố hóa học khác bị các nhà thiên văn theo thói quen gọi một cách bóng bẩy là kim loại (Z), và theo thời gian trở thành một quy ước trong ngành. Tỉ dụ, các sao hay tinh vân chứa nhiều cacbon, nitơ, oxy hoặc neon được gọi là các sao hay tinh vân có độ kim loại cao, hay giàu kim loại, mặc dù các chất ấy, theo định nghĩa thông thường không phải là kim loại. Trong thuật ngữ thiên văn học, các chất nặng hơn hiđrô và heli cũng được gọi chung là các nguyên tố nặng (heavy elements), nhưng danh từ metallicity (độ kim loại) đã được chọn cho các đo lường vì có lẽ nó ngắn gọn hơn trong tiếng Anh. Dù sao, thuật ngữ này vẫn không nên dùng ngoài ngành để tránh gây nhầm lẫn.
Tính kim loại trong các ngôi sao và các vật thể thiên văn khác là một ước lượng gần đúng của lượng chất hóa học của chúng, vốn thay đổi theo thời gian bằng các cơ chế của sự tiến hóa của sao, và do đó cung cấp dấu hiệu của tuổi của các sao này. Độ kim loại của một ngôi sao cũng giúp một phần nào trong việc xác định xem ngôi sao ấy có hành tinh hay không và nếu có thì loại gì. Sự chẩn đoán này dựa vào mối tương quan trực tiếp giữa tính kim loại và loại hành tinh mà một ngôi sao có thể có. Mặt trời (có 8 hành tinh và 5 hành tinh lùn) được dùng làm tiêu chuẩn với [Fe / H] = 0,00.

## Định nghĩa

### Z
Cho bất cứ thiên thể nào, đều có:
{\displaystyle X+Y+Z=1,00}
Ví dụ, đối với bề mặt Mặt Trời:
| Mô tả | Giá trị Mặt Trời                      |
| ----- | ------------------------------------- |
| X     | {\displaystyle X_{\text{sun}}=0,7381} |
| Y     | {\displaystyle Y_{\text{sun}}=0,2485} |
| Z     | {\displaystyle Z_{\text{sun}}=0,0134} |

Tổng cộng = 1,00

### Fe/H
Độ kim loại thường được biểu thị bằng tỷ số "[Fe/H]". Tỷ số này tượng trưng cho lôgarit của tỷ lệ độ giàu của sắt trong một ngôi sao so với độ giàu của sắt trong mặt trời. Sắt không phải là nguyên tố nặng phong phú nhất, nhưng nó là một trong những chất đơn giản nhất để đo lường qua dữ liệu quang phổ nhìn thấy được. Công thức của lôgarit đó được thể hiện như vầy:
trong đó {\displaystyle N_{\mathrm {Fe} }} và {\displaystyle N_{\mathrm {H} }} là số lượng nguyên tử sắt và hiđrô trên một đơn vị thể tích nhất định nào đó.
Bởi công thức này, các ngôi sao với độ kim loại cao hơn mặt trời có một giá trị lôgarit dương, trong khi các ngôi sao có độ kim loại thấp hơn mặt trời có một giá trị lôgarit âm. Lôgarit vốn dựa trên lũy thừa của 10, cho nên sao với [Fe/H] giá trị 1 có độ kim loại cao gấp mười lần mặt trời (101). Ngược lại, những sao với [Fe/H] giá trị -1 có độ kim loại bằng một phần mười mặt trời (10−1), và những sao với [Fe/H] giá trị -2 có độ kim loại bằng một phần trăm mặt trời (10-2 ), vân vân.

## Sách tham khảo
- Page 593-In Quest of the Universe Fourth Edition Karl F. Kuhn Theo Koupelis. Jones and Bartlett Publishers Canada. 2004. ISBN 0-7637-0810-0
- Bromm, Volker; Larson, Richard B. (2004). "THE FIRST STARS". Annual Review of Astronomy and Astrophysics. Quyển 42. tr. 79–118. arXiv:astro-ph/0311019. Bibcode:2004ARA&A..42...79B. doi:10.1146/annurev.astro.42.053102.134034.